# Alexis Nihon
Alexis Joseph Nihon, Jr. (ur. 10 stycznia 1946, zm. 24 lutego 2013) – bahamski zapaśnik walczący w stylu wolnym. Olimpijczyk z Meksyku 1968, gdzie zajął piętnaste miejsce w kategorii do 97 kg.
Brat zapaśnika Roberta Nihona, olimpijczyka z tych samych igrzysk.

## Letnie Igrzyska Olimpijskie 1968
| Konkurencja      | Rundy eliminacyjne      | Rundy eliminacyjne             | Klas. końcowa |
| Konkurencja      | Przeciwnik I            | Przeciwnik II                  | Miejsce       |
| ---------------- | ----------------------- | ------------------------------ | ------------- |
| 97 kg styl wolny | Ryszard Długosz (POL) P | Chorloogijn Bajanmönch (MGL) P | 15.           |